# Compostela y su ángel
Compostela y su ángel es el título de un libro de Gonzalo Torrente Ballester publicado por primera vez en 1948 por la editorial Afrodisio Aguado, con ilustraciones de Maria Droc. Fue en la reedición de 1984 en la que el autor retituló el libro añadiendo las palabras "y su ángel", pues la edición de 1948 se titulaba sólo Compostela.
La ciudad de Santiago de Compostela tiene una importancia capital en la formación intelectual de Gonzalo Torrente Ballester. Aunque nació en Ferrol, Torrente se formó como universitario en la universidad compostelana. Allí fue alumno y, posteriormente, profesor, aunque más tarde dejaría la Universidad por las Enseñanzas Medias.
En 1948 recibió el encargo de la editorial Afrodisio Aguado de escribir un libro con motivo del año santo, y Torrente compuso esta obra, en la que da una visión de la ciudad jacobea, su historia, sus piedras, sus personajes y sus misterios. Santiago de Compostela es una de esas ciudades que requieren un modo especial de contemplarla. 
Según Torrente, y son las primeras palabras del libro, "Compostela se hace en torno a la campana. La campana lo va creando todo día a día, siglo a siglo, sin más que dar las horas. Y la niebla es el caos de donde la campana va sacando las cosas. Primero, su propio bronce sonoro, la torre de donde pende, y su nombre. Después, las piedras labradas, las bóvedas, las cresterías, las fachadas y los patios. Por último, las callejuelas y las plazas, y los santos en sus hornacinas, y los que, desprovistos de ella, son ornato de portadas, y esos otros que aparecen perdidos en un lienzo de pared, venidos Dios sabe de dónde, con señal de los si¬glos en el rostro mutilado o gastado" (Compostela y su ángel, Barcelona: Destino, 1984).
La ciudad de Compostela es, igualmente, protagonista de dos libros más de Gonzalo Torrente Ballester: Santiago de Rosalía Castro y Fragmentos de Apocalipsis.
Para conmemorar el centenario del autor, y también el año santo jacobeo 2010, la Fundación Gonzalo Torrente Ballester ha coeditado con el Consorcio de Santiago una edición facsimilar que reproduce la primera edición de este título en el año 1948.